# 尖葉大帽蘚
尖葉大帽蘚（学名：Encalypta rhabdocarpa）为大帽蘚科大帽蘚屬下的一个种。